# アース・クエイク 平成18年春・東京大震災
『アース・クエイク 平成18年春・東京大震災』（アース・クエイク へいせいじゅうはちねんはる・とうきょうだいしんさい）は、日本テレビ系列で2006年4月3日21:15 - 23:24（JST）に放送された報道特別スペシャルドラマである。
正式タイトルは『生と死を分けた理由… アース・クエイク 平成18年春・東京大震災』である。

## 概要
もし、首都・東京に直下型地震が起きたらどうなるか。その時に起こりうる様々な状況を日本テレビ報道局が取材し、日本テレビの内輪を舞台にしたシミュレーションドラマに仕立てた。
都市全体の災害ではなく、一般的なオフィスビル内での災害に的を絞っている。

## キャスト

### 日本テレビ汐留社屋内で被災
「奇跡の生還!九死に一生スペシャル」の打ち合わせ中に…
- 水野はる奈（制作局アシスタントディレクター）：内山理名
- 児山謙一郎（制作局プロデューサー）：西村雅彦
- 大久保恵子（制作局デスク）：渡辺真知子
- 藤田平助（SP制作に当たって体験談を提供する関東大震災被災者）：長門裕之

報道セクション・ニュース番組の生放送中に…
- 西川透（報道局アシスタントディレクター）：賀集利樹
- 笛吹雅子（本人）
- 近野宏明（本人）

研修中の新入社員がエレベーターの中で…
- 林れいな：小野真弓
- 松村一樹：水谷百輔

### その他の場所で被災
- 川島みのる（日本テレビ制作局ディレクター）：石黒賢 - 仕事を抜け出し、身重の妻の様子を見て帰社する途上で被災
- 川島なつみ（川島みのるの妻）：中島史恵 - 入院中の産婦人科にて被災
- 西尾由佳理（本人）[2] - 自宅にて被災
- 鈴江奈々（本人）
- 児山由香（児山謙一郎の娘）：柏木貴代 - 自宅にて被災
- 大家（看護師）：若槻千夏 - 病院内にて被災

## スタッフ
- 企画・取材：日本テレビ報道局
  - 取材：日本テレビ報道局Z委員会幹事・日本テレビ報道局社会部
- 監修：渡辺実（まちづくり計画研究所）
- スーパーバイザー：谷原和憲
- 脚本：石田昌浩
- 監督：森田俊介
- プロデュース：岡田泰三、菅沼和美、岩崎都、菊澤啓一
- チーフプロデューサー：杉本敏也
- 制作：大沼裕之、袴田直希
- 制作協力：安寿
- 製作著作：日本テレビ